# Magicicada
A Magicicada a rovarok (Insecta) osztályának félfedelesszárnyúak (Hemiptera) rendjébe, ezen belül az énekeskabóca-félék (Cicadidae) családjába tartozó nem.

## Tudnivalók
A Magicicada-fajok Kanada és az Amerikai Egyesült Államok keleti felén fordulnak elő.
Ennek a rovarnemnek a fajai arról váltak híressé, hogy 13, illetve 17 évenként hatalmas számban bújnak elő a talajból szaporodni. Az előbújás csúcspontján 100 négyzetméterenként akár 1,5 millió példány is lehet. Ezek a 25-30 milliméteres félfedelesszárnyúak semmiféle védekező képességgel sem rendelkeznek; a hatalmas létszámuk az egyetlen védelem. A hímek igen hangosan cirpelnek. Hogy miért éppen 13 és 17 évenként jönnek elő, az nem ismert pontosan; valószínűleg védelmi stratégia a ragadozókkal szemben.

## Rendszerezés
A nembe az alábbi 7 elfogadott faj tartozik:
- a 13 évenkénti fajok
  - Magicicada neotredecim Marshall & Cooley, 2000
  - Magicicada tredecassini (Alexander & Moore, 1962)
  - Magicicada tredecim (Walsh & Riley, 1868)
  - Magicicada tredecula Alexander & Moore, 1962
- a 17 évenkénti fajok
  - Magicicada cassini (Fisher, 1851)
  - Magicicada septendecim (Linnaeus, 1758) - típusfaj
  - Magicicada septendecula Alexander & Moore, 1962